# Deerhunter
Deerhunter – pochodząca z Atlanty grupa indierockowa, utworzona w roku 2001. 

## Dyskografia

### Albumy studyjne
- Turn It Up Faggot (2005)
- Cryptograms (2007)
- Microcastle/Weird Era Cont. (2008)
- Halcyon Digest (2010)
- Monomania (2013)
- Fading Frontier (2015)

### EP
- Fluorescent Grey (2007)
- Rainwater Cassette Exchange (2009)
- iTunes Live from SoHo (2011)

### Single
- 2006 : Deerhunter 7" (Rob's House Records)
- 2008 : Grayscale (Rob's House Records)
- 2008 : Nothing Ever Happened (Kranky)
- 2009 : Vox Celeste 5 (Sub Pop)
- 2010 : Revival (4AD)
- 2010 : Helicopter (4AD)
- 2010 : Desire Lines (4AD)
- 2011 : Memory Boy (4AD)